# Bredbandad ekbarkbock
Bredbandad ekbarkbock (Plagionotus detritus) är en art i insektsordningen skalbaggar som tillhör familjen långhorningar.

## Kännetecken
Den bredbandade ekbarkbocken har en kroppslängd på cirka 18 millimeter. Benen och antennerna är långa och kraftiga och rödbruna till färgen. Grundfärgen på kroppen är svart, med gula band på huvud, halssköld och täckvingar. Dessa är särskilt breda på den bakre delen av täckvingarna, så att denna är övervägande gulaktig, något som skiljer den bredbandade ekbarkbocken från den annars snarlika smalbandade ekbarkbocken.

## Utbredning
Den bredbandade ekbarkbockens huvudsakliga utbredningsområde är mellersta och södra Europa. I Sverige, som är den nordligaste utposten i artens utbredningsområde, finns den endast på Djurgården i Stockholm samt Sickla Ekpark, även kallad Ekbacken.

### Status
Den bredbandade ekbarkbocken är i Sverige klassad som akut hotad. Under 1900-talet har dess utbredning i landet gått starkt tillbaka, även om den troligen aldrig hört till de allmännare skalbaggarna i Sverige. Äldre fynd finns rapporterade från Skåne, Blekinge, Småland, Halland, Västergötland, Östergötland, Uppland, Öland och Gotland. De största hoten mot arten är exploatering av dess livsmiljö, eftersom dess utbredningsområde är så begränsat, och därpå följande effekter som habitatförlust, genom att de gamla ekar som den behöver för sin larvutveckling tas bort. Även inom sitt övriga utbredningsområde har denna art på många håll minskat kraftig under senare tid.

## Levnadssätt
Den bredbandade ekbarkbockens färgteckning i svart och gult, som påminner om en getings, är en form av mimikry som skyddar skalbaggen mot fiender. I Sverige är den endast påträffad på ek, men längre söderut i Europa har fullbildade skalbaggar också påträffats på al, avenbok, björk, bok, äkta kastanj och salix. 
I Sverige uppträder de fullbildade skalbaggarna från slutet av juni till mitten av juli. Efter parningen lägger honan äggen ett och ett i springor på barken på stammar och grova grenar i döda ekar. Efter cirka två veckor kläcks äggen och larven lever sedan under barken och gnager gångar i veden. Utvecklingstiden från ägg till imago är troligen värmeberoende. I Sverige tar den vanligen två år, medan den i sydligare delar av utbredningsområdet kan gå på ett år. Förpuppningen sker under barken, i Sverige vanligen i början av juni, och puppstadiet varar i omkring två veckor.